# Сян'ян
 Сян'я́н (спрощ.: 襄阳; кит. трад.: 襄陽; піньїнь: Xiāngyáng) — місто, розташоване на північному заході провінції Хубей, КНР, що має статус префектури у цій провінції. Утворене із двох історичних міст — Сян'ян та Фаньчен. Його назву отримали поєднанням двох перших ієрогліфів назв цих міст: Сян'ян — 襄 та Фаньчен — 樊 — Сянфань (спрощ.: 襄樊; піньїнь: Xiāngfán).
2 грудня 2010 місту повернули історичну назву Сян'ян (спрощ.: 襄阳; кит. трад.: 襄陽; піньїнь: Xiāngyáng).

## Історія
Місто Сян'ян відоме як один із історичних і культурних центрів Китаю. Його вік становить понад 2 800 років. Місто було ареною важливих для історії Китаю битв за часів Трьох Царств і розквіту династії Хань. Найбільш відомими є битви під Сян'янем у 191 році від Р. Х. між військами Сунь Цюань і Лю Бея та ключові битви в 1267—1273 роках між силами Південної Династії Сун та монгольською навалою Династії Юань. Володіння містом, яке розташоване на річці Хань, що є притокою річки Янцзи, забезпечувало доступ до південних регіонів центрального Китаю, і контроль над ними. Втрата міста Сян'ян стала ключовим моментом у занепаді  Південної Сун, яку було остаточно знищено у 1279 році під натиском монгольської навали. Пануванню Династії Юань положило край повстання червоних пов'язок, яке відбувалося у 1351—1368 роках.
Вигідне географічне розташування міста та історично обумовлені масові міграції різних народностей Китаю забезпечували обмін досягненнями і розвиток торгівлі, ремесел та культури. Центром міста була прямокутної форми місцина, обнесена високим міцним муром і оточена ровом із трьох боків та річкою — з четвертого боку, що робило її практично неприступною фортецею. Попри битви давніх часів, вплив часу та бойові дії під час Другої японо-китайської війни, історична частина міста, мур та будівлі, що добре збереглися до наших днів, вражають своєю величністю і красою.

## Адміністративно-територіальний устрій
Місто Сян'ян розділене річкою Хань, яка є притокою річки Янцзи, і яка протікає безпосередньо через його серце, та ділить місто на південну і північну частини. Саме місто являє собою поєднання двох окремих старовинних міст Фаньчен та Сян'ян.
Старовинний центр міста Сян'ян, обнесений старовинним міським муром, розташований на штучно створеному острові на південному березі річки Хань, в той час, як Фаньчен, який нині є одним із міських районів Сян'яна, розташований на північному березі річки Хань. Обидва ці міста відігравали і продовжують відігравати значні ролі в старовинній та у сучасній історії Китаю.
Місто має статус префектури, що включає три міські райони, три міські повіти та три повіти:
| Карта                                                                     | Карта    | Карта    | Карта            |
| ------------------------------------------------------------------------- | -------- | -------- | ---------------- |
| Баокан Гучен Лаохекоу Наньчжан ① ② Сянчжоу Їчен Цзаоян ① Сянчен ② Фаньчен |          |          |                  |
| Статус                                                                    | Назва    | Оригінал | Населення (2020) |
| Район                                                                     | Сянчен   | 襄城区   | 475 611          |
| Район                                                                     | Сянчжоу  | 襄州区   | 923 235          |
| Район                                                                     | Фаньчен  | 樊城区   | 920 794          |
| Місто                                                                     | Їчен     | 宜城市   | 469 417          |
| Місто                                                                     | Лаохекоу | 老河口市 | 420 495          |
| Місто                                                                     | Цзаоян   | 枣阳市   | 888 794          |
| Повіт                                                                     | Баокан   | 保康县   | 223 622          |
| Повіт                                                                     | Гучен    | 谷城县   | 483 293          |
| Повіт                                                                     | Наньчжан | 南漳县   | 455 690          |

У свою чергу, ці адміністративно-територіальні одиниці поділяються на 159 районів.
Станом на сьогодні[коли?], Сян'ян — це друге за величиною місто провінції Хубей, яке розташоване на півдороги між містами Ухань та Сіань. Загальна чисельність населення префектури становить 5.9107 млн осіб за даними 2010 року. Безпосередньо у місті проживають 428 424 осіб

## Клімат
Сян'ян має вологий субтропічний клімат, сформований під впливом мусонів, з прохолодною і відносно сухою зимою та гарячим вологим літом. Значення середніх денних максимальних і мінімальних місячних температур можуть змінюватися у діапазоні від −1,3 °C у січні до 32,1 °C у липні. Вологість є тенденційно високою протягом року, яка підсилюється температурними екстремумами, що спричиняють зливи, які частіше відбуваються літніми місяцями.
| Клімат Сян'яна (1971—2000)                                                            | Клімат Сян'яна (1971—2000) | Клімат Сян'яна (1971—2000) | Клімат Сян'яна (1971—2000) | Клімат Сян'яна (1971—2000) | Клімат Сян'яна (1971—2000) | Клімат Сян'яна (1971—2000) | Клімат Сян'яна (1971—2000) | Клімат Сян'яна (1971—2000) | Клімат Сян'яна (1971—2000) | Клімат Сян'яна (1971—2000) | Клімат Сян'яна (1971—2000) | Клімат Сян'яна (1971—2000) | Клімат Сян'яна (1971—2000) |
| Показник                                                                              | Січ.                       | Лют.                       | Бер.                       | Квіт.                      | Трав.                      | Черв.                      | Лип.                       | Серп.                      | Вер.                       | Жовт.                      | Лист.                      | Груд.                      | Рік                        |
| Середній максимум, °C                                                                 | 7,6                        | 10,0                       | 14,7                       | 21,7                       | 26,9                       | 30,6                       | 32,1                       | 31,5                       | 27,1                       | 22,1                       | 15,8                       | 10,2                       | 20,9                       |
| Середня температура, °C                                                               | 3,3                        | 5                          | 10,1                       | 16,2                       | 21,6                       | 26                         | 28,3                       | 27,7                       | 22,6                       | 17,4                       | 11,2                       | 5,3                        | 16,2                       |
| Середній мінімум, °C                                                                  | −1,3                       | 0,6                        | 4,8                        | 11,1                       | 16,1                       | 20,7                       | 23,7                       | 23,1                       | 18,2                       | 12,4                       | 6,0                        | 0,5                        | 11,3                       |
| Середня кількість сонячних годин на місяць                                            | 105,3                      | 105,1                      | 124,3                      | 159,2                      | 180,0                      | 179,8                      | 184,3                      | 187,6                      | 140,3                      | 143,8                      | 129,7                      | 122,4                      | 1761,8                     |
| Норма опадів, мм                                                                      | 17.8                       | 25.8                       | 48.7                       | 80.3                       | 98.5                       | 94.6                       | 147.3                      | 131.6                      | 97.8                       | 66                         | 41.6                       | 16                         | 866                        |
| Днів з опадами                                                                        | 7,6                        | 8,4                        | 10,7                       | 12,8                       | 11,9                       | 10,2                       | 12,4                       | 11,8                       | 13,5                       | 12,3                       | 10,5                       | 8,3                        | 130,4                      |
| Днів з дощем                                                                          | 6,3                        | 7,2                        | 10,1                       | 10,9                       | 11,4                       | 11,1                       | 12,5                       | 11,9                       | 11,9                       | 10,9                       | 8,0                        | 5,5                        | 117,7                      |
| ------------------------------------------------------------------------------------- | -------------------------- | -------------------------- | -------------------------- | -------------------------- | -------------------------- | -------------------------- | -------------------------- | -------------------------- | -------------------------- | -------------------------- | -------------------------- | -------------------------- | -------------------------- |
| Джерело: Китайська метеорологічна адміністрація, Weatherbase — середня темп-ра, опади |                            |                            |                            |                            |                            |                            |                            |                            |                            |                            |                            |                            |                            |

## Промисловість та економіка
За обсягами промислового виробництва Сян'ян є другим промисловим містом у провінції Хубей. У місті розташовані підприємства військово-промислового комплексу, легкої промисловості, машинобудування, автомобілебудування, електроніки, фармацевтичної промисловості, виробництва будівельних та конструкційних матеріалів, хімічної та харчової промисловості. Відомими є підприємства з виробництва штучних волокон Birla Jingwei Fibres Company Limited, що входять до групи Aditya Birla Group.
Наявність покладів корисних копалин на території префектури, центром якої є Сян'ян, та ресурсів гідроенергетики обумовлює розвиток гірничо-видобувної та металургійної промисловостей. Запаси рутилу і ільменіту є найбагатшими у Китаї.
Сян'ян є домівкою всесвітньо відомої автомобільної компанії Dongfeng Motor — одного із чотирьох найбільших автовиробників Китаю. В Сян'яні також розташовані спільні із Dongfeng Motor виробництва з такими брендами автомобілебудування: двигуни для вантажівок Cummins, силові передачі Італійської ALA та PSA Peugeot Citroën, автомобілі Nissan та складові частини до них.
У місті зареєстровано 106 великих та середніх комерційних підприємств.

## Транспорт
Сян'ян — це потужній залізничний вузол, через який здійснюються вантажні і пасажирські перевезення трьома залізницями Китаю:
- Сян'ян — Чунцін (Сян'ьо);
- Ханькоу — Даньцзянкоу (Ханьдань);
- Цзяоцзо — Лючжоу (Цяолю).

Через Сян'ян проходять дві швидкісні автомагістралі, три автомобільні дороги національного значення та добре розвинена мережа автодоріг і шосе місцевого значення:
- : Швидкісна автодорога Ерен-Хото (Внутрішня Монголія) — Гуанчжоу (провінція Гуандун);
- : Швидкісна автодорога Фучжоу (провінціяФуцзянь) — Їньчуань (Нінся-Хуейський автономний район);
- : Китайська автодорога національного значення G307;
- : Китайська автодорога національного значення G209;
- : Китайська автодорога національного значення G316.

Річка Ханьшуй, яка є притокою річки Янцзи, є судноплавною, забезпечує круглорічну навігацію і має доступ до інших чотирьох основних річок Китаю, які охоплюють сім провінцій.
Аеропорт Лю, що розташований за 18 км від центру Сян'яна, приймає комерційні авіарейси з багатьох основних міст Китаю, таких як Пекін, Шанхай, Гуанчжоу, Чунцін та інші. Сполучення із Шанхаєм здійснюється щоденно.
Місто має добре розвинену мережу маршрутів пасажирських перевезень загального користування, якими управляє Xiangyang City Public Transport Corporation. і які включають 46 маршрутів. Система таксі, окрім автомобілів, широко представлена мотоциклами, скутерами та екзотичними велорикшами.

## Видатні особистості, пов'язані з містом та префектурою
- У 689 році від Р. Х. у м. Сян'ян народився великий китайський поет династії Тан Мен Хао-Жань.
- У Сян'яні також народився великий діяч та експерт у галузі мистецтва, колекціонер Мі Фу.
- Із містом Сян'ян тісно пов'язані життя і творчість поета, філософа та автора пісень Чжуге Ляна, який проживав у розташованому на захід від міста селищі Лунчжун і був видатним військовим стратегом.
- На службі у Лю Бея у боях під Сян'янем відзначився військовий командувач Пан Тун.
- Також відзначився у боях за Сян'ян та іншими видатними перемогами військовий командувач Юе Фей.